# جاذبه‌های گردشگری استان آذربایجان غربی
فهرست زیر به جاذبه‌های گردشگری، مذهبی، تاریخی، اقتصادی در استان آذربایجان غربی اشاره دارد.

## مکان‌های تفریحی گردشگری
- دریاچه ارومیه
- تخت سلیمان
- غار سهولان
- غار فخریگاه
- غار قلایچی
- تخت سلیمان
- زندان سلیمان
- پیست اسکی خوشاکو
- پل میرزا رسول
- آبشار شلماش
- غار چهل پله خضرلو شوط
- آبگرم معدنی شوط
- سد بوکان
- سد مهاباد
- فقرگاه
- پل قطور
- یخچال نه پله
- منطقه طعبیی شامات چهاربرج
- گردشگاه بند

## مکان‌های مذهبی
- مسجد جامع سرخ مهاباد
- مسجد جامع ارومیه
- مسجد جامع بوکان
- مسجد سردار
- مسجد مناره
- مسجد سیدالشهداء
- کلیسای پطروس پولیس
- کلیسای سورپ سرکیس
- امام‌زاده سید بهلول
- کلیسای ننه‌مریم
- قره‌کلیسا

## مکان‌های تاریخی
- عمارت شهربانی ارومیه
- آرامگاه سرداران مکری
- آرامگاه بداق سلطان
- آرامگاه ایوب انصاری
- آرامگاه شمس تبریزی
- قلعه سردار بوکان
- دخمه سنگی فرهاد
- حمام میرزا رسول
- مجموعه صخره‌ای بی‌بی کند
- امام زاده تاج الدین(ع)چهاربرج
- سنگ‌نگاره ساسانی خان‌تختی
- کتیبه کله‌شین
- دژ بسطام
- سه‌گنبد

## موزه‌ها
- موزه ارومیه
- موزه مفاخر بوکان
- موزه مفاخر مهاباد
- کاخ و موزه باغچه‌جوق

## پارک‌ها و بوستان‌ها
- هفت چشمه نقده
- باغ میکائیل مهاباد
- چمن متحرک چملی

## بازارها
- بازار تاناکورای مهاباد
- بازار بوکان
- بازار خوی
- بازار ارومیه

## تپه‌های باستانی
- تپه حسنلو نقده
- تپه قلایچی بوکان
- تپه خلیل‌آباد شوط